# Leptothyrella mougeotiana
Leptothyrella mougeotiana är en svampart som beskrevs av Sacc. & Roum. 1885. Leptothyrella mougeotiana ingår i släktet Leptothyrella, divisionen sporsäcksvampar och riket svampar.   Inga underarter finns listade i Catalogue of Life.